# Arkys coronatus
Arkys coronatus är en spindelart som först beskrevs av Balogh 1978.  Arkys coronatus ingår i släktet Arkys och familjen hjulspindlar. Inga underarter finns listade i Catalogue of Life.